# Зеленохвостый широкохвостый лори
Зеленохвостый широкохвостый лори (лат. Lorius chlorocercus) — птица отряда попугаеобразных.

## Внешний вид
Длина тела 30 см. Окраска оперения красная. Верхняя часть головы чёрная. На зобе имеется перевязь жёлтого цвета, по бокам чёрные пятна. Конец хвоста и крылья зелёные. На крыле синяя полоса. Голени тоже синего цвета.

## Распространение
Обитают на Соломоновых островах.

## Образ жизни
Населяют субтропические и влажные тропические леса до высоты 1000 м над ур. м.